# Абиј Ахмед Али
Абиј Ахмед Али (амх. ዐቢይ አህመድ አሊ, ором. Abiyyii Ahimad Alii; Бешаша, 15. август 1976) етиопијски је политичар који од 2. априла 2018. обавља функцију четвртог премијера Федералне Демократске Републике Етиопије. Председавајући је ЕНРДФ-а и ОДП-а, једне од четири коалиционе партије ЕНРДФ-а. Абиј је такође изабрани члан Парламента Етиопије и члан извршних одбора ОДП-а и ЕНРДФ-а.
Био је војно обавештајно лице, а потом као премијер покренуо широки програм политичких и економских реформи, а такође је радио на мировним споразумима са Еритрејом, Јужним Суданом и прелазном владом Републике Судан. Добио је Нобела за мир 2019. за допринос окончавању 20-годишњег постратног територијалног сукоба Етиопије и Еритреје.
У октобру 2021. Абии Ахмед је званично положио заклетву на други петогодишњи мандат.

## Биографија
Рођен је 15. августа 1976. у Бешаши, у историјској провинцији Кафа (данашња зона Џима, регион Оромија, ФДР Етиопија).
Његов преминули отац, Ахмед Али, био је Оромо муслиман (и имао је четири супруге), док му је преминула мајка имала име Тезета Волде, а била је Амхарка православна хришћанка (Тевахедо).
Абиј је 13. дете Ахмеда и шесто и најмлађе дете Тезете. Име у детињству му је било Абијот (Abiyot — досл. „револуција”). Ово име се давало деци након Дершке револуције 1974. Абијот је ишао у локалну основну школу и касније образовање наставио у средњим школама у месту Агаро. Абиј је, према неколико личних извештаја, био врло заинтересован за своје образовање и касније у животу је потицао друге да уче и да се унапређују.
Служио је у Националној одбрамбеној сили Етиопије (ЕНДФ); за време службе стекао је бакалауреат у рачунарсском инжењерингу на Микролинк информационом технолошком колеџу у Адис Абеби (2001). Такође је артс мастер у трансформационом вођству на Универзитету Гринич у Лондону у сарадњи са Интернационалним институтом за вођство из Адис Абебе (2011). Има и мастер пословне администрације на Лидстар колеџу менаџмента и вођства у Адис Абеби у сарадњи са Ешланд универзитетом (2013). Докторат је завршио 2017. године на Институту за мировне и безбедносне студије Универзитета Адис Абеба; рад му је заснован на тему конституенције Агара и носи наслов Друштвени капитал и његова улога у традиционалној конфликтној резолуцији у Етиопији: Случај међурелигијског сукоба у државној зони Џима.
Своју жену је упознао и венчао док су обоје служили у одбрамбеним снагама Етиопије; она је сада прва дама, а зове се Зинаш Тајачев и Амхарка је из Гондара. Родитељи су три ћерке и једног недавно усвојеног сина. Абиј је полиглота и говори афански оромски, амхарски, тигринјашки и енглески језик. Он је такође привржен фитнесу и заступа став да физичко здравље иде под руку са менталним, те стога често вежба и иде у теретану у Адис Абеби. Абиј је посвећени евангелистички (Пентај) пентекостални хришћанин при Цркви верника пуног еванђеља (енгл. Full Gospel Believers' Church).